# Lisa Stammer
Anneliese „Lisa“ Stammer (* 29. Juni 1916 in Düsseldorf als Anneliese Kressel; † März 1985 in Haar (bei München)) war eine deutsche Tänzerin, Schauspielerin und Gastronomin.

## Leben
Anneliese Stammer begann ihre Laufbahn als Tänzerin an der Oper Frankfurt am Main. Über Duisburg und Düsseldorf kam sie schließlich nach München, wo sie ihre Heimat finden sollte. In der bayerischen Landeshauptstadt begeisterte sie im Theater am Gärtnerplatz als Solotänzerin.
1940 kam sie zu ihrem ersten Auftritt in einem Film, als sie eine Rolle als mexikanische Tänzerin Rosita im Spielfilm Zwischen Hamburg und Haiti erhielt. Nach weiteren Rollen als Tänzerin, wie in Die Reise nach Marrakesch oder Die Nacht ohne Sünde, erhielt sie in den folgenden Jahren auch mehrere tragendere Rollen, wie im österreichischen Spielfilm von 1951 Torreani als Isabella an der Seite von René Deltgen und 1952 im von Theo Lingen und Paul Hörbiger angeführten Lustspiel Man lebt nur einmal in einer der beiden führenden Frauenrollen als Lilian. In jener Ära, am 15. August 1952, zierte sie auch einmal die Titelseite der österreichischen Zeitschrift Funk und Film.
In späteren Jahren führte sie mit ihrem späteren Lebensgefährten Guido Eberl – „ein ehemaliger stadtbekannter Autoschieber“, so Hans Ruland in der Jazzzeitung – die Jazz-Bar Kleines Rondell in der Maxvorstadt an der Kreuzung von Luisen- und Karlstraße. In einer Zeit, in der in München noch die Sperrstunde um ein Uhr nachts galt, hatte die den Stil der 1950er Jahre fortführende Bar eine der wenigen Lizenzen, länger offenzuhalten. Das führte dazu, dass in der damals äußerst lebhaften Jazz-Szene Münchens zahlreiche Künstler von Auftritten anderswo ab rund 1:30 Uhr ins bis dahin meist gähnend leere Kleine Rondell einzogen, darunter Monty Alexander, Joe Newman, Bud Freeman, Barney Kessel, Lennie Felix, Jimmy Woode, Edgar Wilson, Hans van der Sys oder Freddie Brocksieper. Das führte oft zu Jam-Sessions, zu denen Eberl gerne mit einem der Schätze des Rondells beitrug, indem er die Geige spielte, die einst dem bekannten Zigeunermusiker Toki Horváth gehörte, die aber nur mehr eine Saite hatte.
Lisa Stammer, die zuletzt an Parkinson litt, verstarb kurz nach Guido Eberl im März 1985. Ihre letzte Ruhe fand sie im Waldfriedhof München.

## Filmografie
- 1940: Zwischen Hamburg und Haiti
- 1948: Der Apfel ist ab
- 1949: Die Reise nach Marrakesch
- 1950: Die Nacht ohne Sünde
- 1950: Die Sterne lügen nicht
- 1951: Torreani
- 1952: Man lebt nur einmal
- 1952: Pension Schöller
- 1953: Man nennt es Liebe
- 1954: Clivia
- 1956: Die ganze Welt singt nur Amore
- 1958: Ihr 106. Geburtstag

## Lexikalischer Eintrag
- Werner Ebnet: Sie haben in München gelebt: Biografien aus acht Jahrhunderten, Buch und Media, München, 2016. S. 577.